# Herbert Becker
Herbert Becker, född 13 mars 1887 i Torgau, död 3 januari 1974 i Gernlinden, var en tysk officer och SS-Gruppenführer och därtill generallöjtnant i polisen. Han beklädde flera höga ämbeten inom Ordnungspolizei.

### Webbkällor
- ”Herbert Becker” (på polska). Druga Wojna Światowa. Waldemar Sadaj. Arkiverad från originalet den 1 augusti 2013. https://www.webcitation.org/6IYRXOvXv?url=http://www.dws-xip.pl/reich/biografie/310477.html. Läst 1 augusti 2013.